# Jean-Claude Arnault
Jean-Claude Arnault (Marselha, 15 de agosto de 1946) é um fotógrafo franco-sueco, diretor do Forum – Nutidsplats för kultur, em Estocolmo. Ele foi considerado uma das personalidades mais influentes da cena cultural sueca. Arnault venceu o prêmio cultural Natur & Kultur, em 2008.
Em 2017, Arnault foi acusado no contexto da campanha Me Too de ter assediado sexualmente 18 mulheres, o que levou a Academia Sueca a romper relações com ele. Essa ruptura criou incertezas em relação ao Prêmio Nobel de 2018 e uma crise na Academia Sueca, com a saída de vários integrantes. Arnault negou as acusações.